# Westchester Knicks 2014-2015
La stagione 2014-15 dei Westchester Knicks fu la 1ª nella NBA D-League per la franchigia.
I Westchester Knicks arrivarono quinti nella Atlantic Division con un record di 10-40, non qualificandosi per i play-off.

## Roster
|    | Naz.                       | Ruolo | Sportivo               | Anno | Alt. | Peso |  |
| -- | -------------------------- | ----- | ---------------------- | ---- | ---- | ---- |  |
| 0  | Stati Uniti (bandiera)     | G     | Walker Russell         | 1982 | 183  | 79   |  |
| 3  | Stati Uniti (bandiera)     | A     | Trey Gilder            | 1985 | 206  | 84   |  |
| 4  | Stati Uniti (bandiera)     | G     | Doron Lamb             | 1991 | 193  | 91   |  |
| 4  | Stati Uniti (bandiera)     | G     | Todd Mayo              | 1991 | 191  | 88   |  |
| 6  | Stati Uniti (bandiera)     | GA    | Marcus Ginyard         | 1987 | 196  | 100  |  |
| 6  | Stati Uniti (bandiera)     | G     | Durrell Summers        | 1990 | 196  | 93   |  |
| 8  | Stati Uniti (bandiera)     | C     | Ben Strong             | 1986 | 211  | 100  |  |
| 9  | Stati Uniti (bandiera)     | G     | Andre Barrett          | 1982 | 178  | 78   |  |
| 11 | Stati Uniti (bandiera)     | A     | Cleanthony Early       | 1991 | 203  | 99   |  |
| 11 | Stati Uniti (bandiera)     | G     | Langston Galloway      | 1991 | 188  | 92   |  |
| 12 | Stati Uniti (bandiera)     | G     | Lewis Jackson          | 1989 | 178  | 75   |  |
| 32 | Stati Uniti (bandiera)     | G     | Markeith Cummings      | 1988 | 198  | 109  |  |
| 21 | Rep. Dominicana (bandiera) | A     | Orlando Sánchez        | 1988 | 206  | 105  |  |
| 31 | Canada (bandiera)          | C     | Jordan Bachynski       | 1989 | 218  | 112  |  |
| 31 | Stati Uniti (bandiera)     | G     | Kris Clark             | 1985 | 191  | 91   |  |
| 31 | Stati Uniti (bandiera)     | GA    | Robert Vaden           | 1985 | 196  | 93   |  |
| 32 | Stati Uniti (bandiera)     | G     | Sherrod Wright         | 1991 | 193  | 92   |  |
| 34 | Stati Uniti (bandiera)     | AC    | Ron Anderson           | 1989 | 203  | 118  |  |
| 34 | Stati Uniti (bandiera)     | G     | Nick Covington         | 1985 | 188  | 91   |  |
| 36 | Australia (bandiera)       | C     | Jordan Vandenberg      | 1990 | 216  | 111  |  |
| 43 | Grecia (bandiera)          | A     | Thanasīs Antetokounmpo | 1992 | 201  | 98   |  |
| 45 | Stati Uniti (bandiera)     | A     | Darnell Jackson        | 1985 | 203  | 109  |  |
| 50 | Stati Uniti (bandiera)     | G     | Dwayne Mitchell        | 1982 | 198  | 95   |  |
| 52 | Stati Uniti (bandiera)     | A     | J.R. Inman             | 1987 | 208  | 102  |  |
| 55 | Stati Uniti (bandiera)     | A     | A.J. Ussery            | 1991 | 208  | 104  |  |

## Staff tecnico
- Allenatori: Kevin Whitted (10-36) (fino al 30 marzo)[1], Craig Hodges (0-4)
- Vice-allenatore: Craig Hodges (fino al 30 marzo)
- Preparatore atletico: Bandele Talib